# Лидов, Сергей Львович
Серге́й Льво́вич Ли́дов (род. 27 сентября 1945, Кокчетав, Кокчетавская область, Казахская ССР) — советский и российский профессиональный фотограф. Занимается фотографией более 50 лет, лауреат множественных премий и наград, самый титулованный фотограф России. Является автором 9 альбомов и участником более 200 выставок в России и за рубежом.

## Биография
Родился 27 сентября 1945 года. Первая фотография была опубликована в газете «Московская правда» в 1965 году. Член Международного Союза художников с 1968 года, член Союза журналистов СССР с 1970 года. 30 лет работал в редакции журнала «Советский Союз».

## Деятельность
Создал кафедру «Тележурналистика и фотография» в Образовательный музейно-выставочном центре Московского финансово-юридического университета. Ведёт мастер-класс «Фотография — это искусство» в МГУ, и других учебных заведениях Москвы. Президент Международной гильдии профессиональных фотографов СМИ России, член Московского Союза художников.

## Награды
- Награжден Почётной Грамотой Президиума Верховного Совета РСФСР в 1980 году.
- Лауреат Премии Союза журналистов СССР в 1982 году.
- Лауреат национальной премии «Золотой глаз России» в 2000 году.
- Обладатель двух сертификатов World Press Photo.
- Удостоен Гран-при Ассамблеи Искусств в 2009 году за серию работ «Сотворение вселенной».